# Diego el Cigala
Diego Ramón Jiménez Salazar (Madrid, 27 de desembre de 1968), més conegut com El Cigala, és un cantaor de flamenc espanyol d'ètnia gitana i nacionalitat dominicana des de 2014. És "Diego" resultat d'una disputa familiar produïda pel seu pare i el seu oncle a la pila baptismal; i "el cigala" sobrenom que va rebre dels germans Losadas, guitarristes.

## Biografia
Va créixer prop de la zona del Rastro, al barri d'Embajadores de Madrid. Nebot del cantant flamenc Rafael Farina, als 12 anys va guanyar un concurs de flamenc i el primer premi del certamen al millor cantaor de Getafe.
El 1997 publica Undebel, el seu primer disc en solitari, on col·laboren entre altres Tomatito i Paquete. El 2000, Javier Limón li produeix Entre vareta y canasta, un disc que es va publicar amb el suport publicitari d'artistes com El Gran Wyoming, Santiago Segura, Pablo Carbonell i Javier Krahe, entre d'altres, i en el que participaren a la guitarra Niño Josele i Vicente Amigo. El vídeo eròtic de l'àlbum estava realitzat per Fernando Esteso. Un any més tard apareix Corren tiempos de alegría, produït també per Javier Limón i amb el Niño Josele al seu costat, i amb convidats excepcionals com Bebo Valdés i Jerry González. El disc va ser nominat com a Millor Disc de Flamenc en els Grammy Llatins.
El seu quart disc es grava durant un concert en directe en el Teatro Real de Madrid, amb l'únic acompanyament de la guitarra de Niño Josele i també produït per Javier Limón.
En 2002, Fernando Trueba produeix Lágrimas negras, disc que uneix Diego «el Cigala» amb Bebo Valdés al piano i que es publica el 2003, un èxit internacional. Diego aconsegueix en el 2004 un Grammy, tres Premis de la Música, un Premi Ondas, cinc Premis Amigo, tres Discos de Platí en Espanya i un a l'Argentina, Mèxic i Veneçuela. The New York Times el lloa com a "Millor disc de l'any" en l'apartat de música llatina i Bebo i Diego «el Cigala» omplen els millors teatres del món: París, Nova York, Londres, l'Havana, Buenos Aires, Tòquio, Mèxic D. F., Madrid, Barcelona, Torreón Coah… A finals de 2004 el disc havia venut més de 700.000 còpies arreu del món. Després d'aquesta obra va venir Picasso en mis ojos, disc homenatge a l'artista malagueny Pablo Picasso.
En juny de 2008 va sortir a la venda amb el diari El País el seu àlbum Dos lágrimas, que no va estar en botigues fins a setembre. Es tracta d'una nova incursió en les músiques del Carib acompanyat de grans artistes com Yelsi Heredia, Rubalcaba, Jumitus o Tata Güines, que va camí de repetir l'èxit de Lágrimas negras.
En l'estiu de 2008 va rebre en Santander l'I Premi La Barraca 2007, a les Activitats Escèniques, concedit per la Universitat Internacional Menéndez Pelayo (UIMP).
L'any 2010, va prestar la seva veu al personatge de Toy Story 3, Tomas Partey durant diverses seqüències de la versió en castellà, donant-li aires andalusos i flamencs. També participa, encara que de manera escarida, en la cançó que tanca els crèdits. En la versió original, en aquestes seqüències el protagonista parla un perfecte castellà doblat per Javier Fernández Peña.
Al novembre de 2012 va col·laborar amb María Dolores Prada interpretant a duo el tema "Lágrimas Negras", en el seu disc de duetos titula "Gracias a vosotros".
L'abril de 2013 va sortir a la venda Romance de la Luna Tucumana, nou treball discogràfic sobre el tango argentí, acompanyat de la guitarra elèctrica del Twanguero (Diego García). A més, en una entrevista a El Patio de Jaci González a aireflamenco.com, el Cigala va anunciar que al desembre del mateix any editarà un disc flamenc, gravat en directe.
El Cigala s'instal·la a República Dominicana a menys d'un mes d'haver llançat el seu disc "Romance de la luna tucumana". Diego el Cigala esperava a una platja dominicana la seva nova nacionalitat d'aquest país, mentre preparava un nou disc de flamenc, gravat en directe a Barcelona.
El 6 de març de 2014 rep la nacionalitat dominicana, a la qual cosa va expressar: "Deixin-me afirmar que Déu és gran i que ho prova el fet que em permet viure aquest moment inoblidable, trepitjant la terra que hauré de compartir per sempre amb Juan Pablo Duarte, amb Pedro Mir, amb Eduardo Brito, guardant les distàncies i els respectes deguts”. A més va agregar: "Vull portar pel món la bandera tricolor, posar-la enlaire cada vegada més i fer que no es penedeixin mai d'haver-me acollit sota el cel que va viure (el cacic taíno) Enriquillo".
L'agost de 2015 mor la seva esposa Amparo Fernández a República Dominicana, després de lluitar contra un càncer. L'artista que es trobava a Los Angeles en un concert va decidir no cancel·lar-lo i pujar-se a l'escenari en homenatge a la seva esposa.

## Discografia

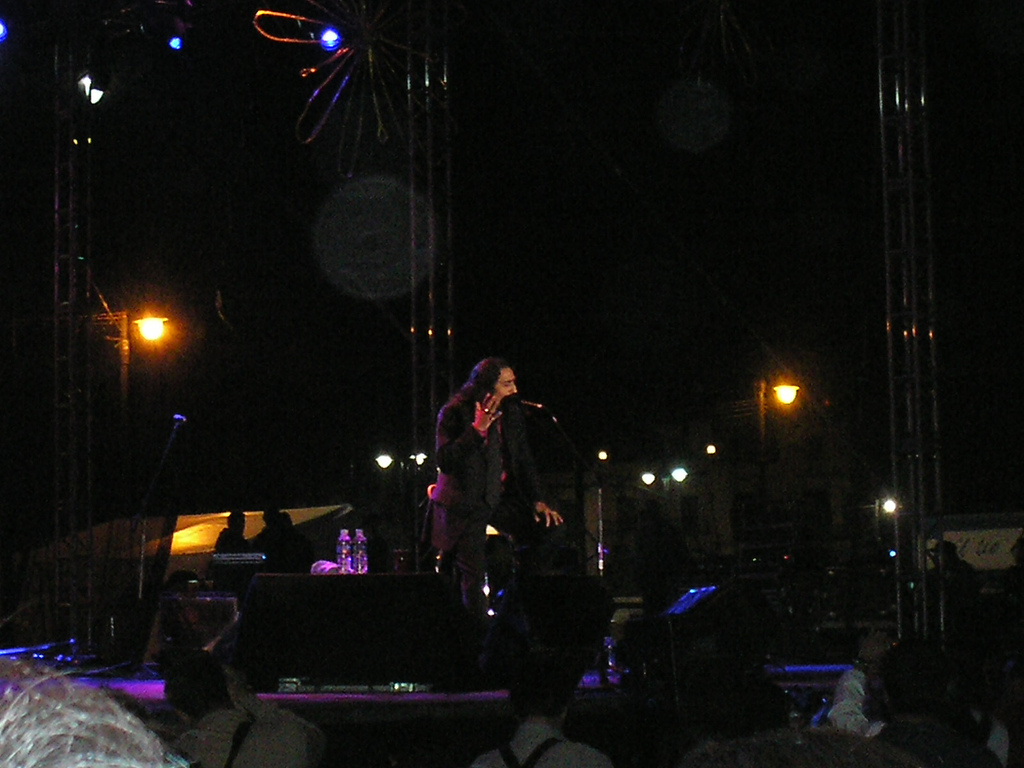
Diego «el Cigala» en 2007.

### Àlbums d'estudi
- 1998 - Undebel
- 2000 - Entre vareta y canasta
- 2001 - Corren tiempos de alegría
- 2003 - Lágrimas negras (amb Bebo Valdés)
- 2005 - Picasso en mis ojos
- 2008 - Dos lágrimas
- 2010 - Cigala & Tango
- 2013 - Romance de la luna Tucumana
- 2014 - Vuelve el Flamenco
- 2016 - Indestructible

### Àlbums En Viu
- 2002 - Directo en el Teatro Real (en directe, amb Niño Josele)
- 2004 - Blanco y negro en vivo

### Col·laboracions
- 2006 - Como Quien Pierde Una Estrella (d'Alejandro Fernández a México-Madrid: en directo y sin escalas)
- 2010 - Travesura ('Inti-Illimani)
- 2012 - Gracias a vosotros (de María Dolores Pradera)
- 2017 - Un Mundo Raro (de Lila Downs a Salón, Lágrimas y Deseo)